# بيل ويلسون (لاعب كرة قاعدة أمريكي)
بيل ويلسون (بالإنجليزية: Bill Wilson)‏ هو لاعب كرة قاعدة أمريكي، ولد في 28 أكتوبر 1867 في هانيبال في الولايات المتحدة، وتوفي في 9 مايو 1924 في سانت بول في الولايات المتحدة.

## وصلات خارجية
- بيل ويلسون على موقعبيزبول رفرنس.كوم (الدوري الرئيسي) (الإنجليزية)
- بيل ويلسون على موقعبيزبول رفرنس.كوم (الدوري الثانوي) (الإنجليزية)